# Die besten Jahre unseres Lebens
Die besten Jahre unseres Lebens ist ein US-amerikanisches Filmdrama von William Wyler aus dem Jahr 1946. Es basiert auf dem Roman Glory for Me von MacKinlay Kantor. Der mit Myrna Loy, Frederic March, Dana Andrews sowie Teresa Wright und Virginia Mayo in den Hauptrollen besetzte Film wurde von der Kritik hoch gelobt und 1947 mit sieben Oscars ausgezeichnet, unter anderem in der Kategorie „Bester Film“.

## Handlung
Der Film verfolgt die Rückkehr von drei US-Soldaten nach dem Ende des Zweiten Weltkriegs: Al Stephenson, ein gestandener Familienvater und Bankier, diente bei der United States Army als Sergeant. Fred Derry war ein hochdekorierter Offizier und Bombenschütze bei der United States Army Air Forces. Homer Parrish, ein einfacher Matrose bei der United States Navy, verlor im Krieg seine beiden Hände und trägt nun Armprothesen. Die drei Männer lernen sich auf der Heimreise in ihre im Mittleren Westen gelegene Heimatstadt Boone City kennen. Sie sehen sich nunmehr vor die Aufgabe gestellt, ihre Vergangenheit hinter sich zu lassen und in das zivile Leben zurückzukehren.
Al Stephenson, der älteste der drei Männer, kehrt zu seiner Frau Milly und den fast erwachsenen Kindern Peggy und Rob zurück. Er hat einige prägende Jugendjahre seiner Kinder verpasst. Scheinbar nahtlos kann Al seine erfolgreiche Karriere als Bankier fortführen und wird mit der Aufgabe betraut, Kredite an die Kriegsveteranen zu verteilen. Er handelt sich aber die Kritik des Bankpräsidenten ein, als er ein Darlehen an einen mittellosen Kriegsheimkehrer ausgibt, weil er dessen Charakter für tüchtig hält. Al fällt das Gewöhnen an den Familien- und Berufsalltag schwierig, und er beginnt für einige Zeit vermehrt zu trinken. Vor allem die bedingungslose Liebe seiner Frau Milly führt aber dazu, dass Al seine persönliche Krise meistern kann.
Fred, aus ärmlichen Verhältnissen stammend, arbeitete vor dem Krieg als Soda Jerk. Er hofft auf eine bessere Anstellung, muss aber bald erkennen, dass seine Auszeichnungen im Krieg dabei nutzlos sind. Schließlich ist er gezwungen, in seine alte Anstellung zurückzukehren – sein früherer Assistent ist nun sein Vorgesetzter. Weitere Probleme bereitet ihm seine Ehe mit Marie Derry, die er kurz vor seinem Kriegsdienst nach nur kurzer Beziehung geheiratet hatte. Die attraktive, aber oberflächliche Marie hat grundsätzlich andere Vorstellungen vom Leben. Als Freds Kriegslohn ausgeht und sie auf Sparflamme leben müssen, betrachtet sie Fred sehr bald als Nichtsnutz.
Homer, der im Krieg beide Hände verlor und nun Armprothesen trägt, wird von seiner Familie und seiner Verlobten Wilma Cameron liebevoll empfangen. Er fühlt sich aber aufgrund seiner Behinderung unsicher und zieht sich emotional zurück. Er hat Angst, Wilma zur Last zu fallen, und dass sie nicht wisse, auf was für ein Leben sie sich mit ihm einlasse. Wilma zeigt Homer aber, dass sie ihn trotz seiner Verletzungen heiraten will.
Die Wege der drei Kriegsheimkehrer kreuzen sich immer wieder; vor allem als sich Peggy, die Tochter von Al, und Fred ineinander verlieben. Peggy und Fred versuchen ihre Gefühle füreinander zunächst zurückzuhalten. Al sieht Peggys Liebe für einen verheirateten Mann ungern und bittet daraufhin Fred, den Kontakt mit seiner Tochter aufzugeben, was dieser auch macht. 
Es folgen weitere Tiefschläge für Fred: Er verliert seine Anstellung, als er einen Kunden niederschlägt, der gegenüber Homer abschätzige Bemerkungen über den amerikanischen Kriegseinsatz gemacht hatte. Auch muss Fred feststellen, dass Marie ihm untreu geworden ist, und sie beschließen die Scheidung. Nun möchte Fred seine Heimatstadt verlassen. Kurz vor der geplanten Abreise betritt er einen Flugzeugfriedhof und klettert in eine Boeing B-17, wobei ihn traumatische Kriegserinnerungen plagen. Ein Vorarbeiter erzählt ihm, dass die Flugzeuge verschrottet werden, um die Materialien in der wachsenden Fertighausindustrie zu verwenden. Fred fragt, ob sie noch Mitarbeiter suchen, und kommt dadurch wieder zu einer Anstellung. Er bleibt in Boone City.
Homer und Wilma laden zu ihrer Hochzeit ein, bei der Fred als Trauzeuge fungiert und auch Al, Milly und Peggy eingeladen sind. Fred, der inzwischen geschieden ist, findet nach der Zeremonie wieder mit Peggy zusammen. Fred drückt seine Liebe aus, gibt aber der gutsituiert aufgewachsenen Peggy zu Bedenken, dass finanziell einige harte Jahre vor ihnen liegen würden, wenn sie bei ihm bleibe. Peggys Lächeln drückt ihre Zustimmung aus und die beiden küssen sich.

## Produktionsgeschichte
Die besten Jahre unseres Lebens war der erste Spielfilm von William Wyler nach seinem zweijährigen Militärdienst in der United States Air Force im Rahmen des Zweiten Weltkriegs. Zwar war er für die Air Force nicht im aktiven Kampf, sondern als Filmemacher eingesetzt worden, und war daher selten in Lebensgefahr – dennoch sah er viele schreckliche Dinge und fühlte sich durch seine Zeit beim Militär nachhaltig verändert. Wyler war vertraglich verpflichtet, noch einen Film für den Produzenten Samuel Goldwyn zu drehen. Während Goldwyn eine Filmbiografie über das Leben von Dwight D. Eisenhower vorschwebte, sprang Wyler auf den Roman Glory for Me von MacKinlay Kantor an. Goldwyn hatte sich die Rechte an Kantors 1945 erschienenen Roman für 12.000 US-Dollar gesichert, war jedoch zu der Meinung gekommen, dass sich daraus kein Film machen ließe und er das Geld für die Rechte verschwendet hätte. Wyler sah hingegen in der Geschichte über drei Kriegsheimkehrer, die sich wieder in das Zivilleben einfinden müssen, einen wichtigen zeitgeschichtlichen Stoff.
Der nommierte Dramatiker Robert E. Sherwood verfasste in der zweiten Hälfte des Jahres 1945 in Abstimmung mit Wyler das Drehbuch. Der Film folgt im Großen und Ganzen Kantors Vorlage, es wurden jedoch einige Details verändert. Beispielsweise hat Homer im Roman spastische Lähmungen. Wyler befand, dass selbst die besten Schauspieler nicht überzeugend eine Spastik darstellen können, und so wurde stattdessen der Figur Homer eine Amputation angedichtet. Als Darsteller für Homer entdeckte Wyler in dem Dokumentarfilm Diary of a Sergeant den Soldaten Harold Russell, dem 1944 bei einer Sprengstoffexplosion beide Hände abgetrennt worden waren. Wyler war imponiert, mit welcher positiven Einstellung Russell mit seiner Behinderung umging. Russell, der zuvor nie als Schauspieler gearbeitet hatte, hielt die Einladung für ein Vorsprechen nach Hollywood zuerst für einen Scherz.
Neben dem Newcomer Harold Russell verpflichteten Wyler und Goldwyn für die restlichen größeren Rollen bekannte Schauspieler. Für die Rolle der Milly wollte Goldwyn zunächst Olivia de Havilland gewinnen, doch Wyler hielt die damals 29-jährige de Havilland für zu jung als Mutter von zwei fast erwachsenen Kindern. Er setzte sich für Myrna Loy ein, die schließlich auch besetzt wurde. Mit Fredric March in der Rolle des Al besetzte Wyler einen seiner Lieblingsschauspieler. Die restlichen größeren Rollen gingen an Schauspieler wie Dana Andrews, Teresa Wright oder Virginia Mayo, die bei Goldwyn als Schauspieler unter Studiovertrag standen.
Die Dreharbeiten fanden von April bis August 1946 statt. Die für einen Hollywood-Film der 1940er-Jahre ungewöhnliche Länge von fast drei Stunden weist Die besten Jahre unseres Lebens als aufwendige Ausnahmeproduktion aus. Wyler war dennoch wichtig, dass der Film einen für Hollywood eher untypischen Realismus ausstrahlte – so wurde darauf geachtet, dass die Kostüme aller Figuren alltagsnah an der tatsächlichen damaligen Alltagsmode gestaltet wurden. Der legendäre Kameramann Gregg Toland (Citizen Kane) setzte in Absprache mit Wyler eine kontrastreiche, aber realistische Schwarzweißfotografie um, bei welcher Schnitte und Regieführung auf den Zuschauer so gut wie unsichtbar wirken und ihn tiefer in das Geschehen hineinziehen. Die Dreharbeiten verliefen harmonisch, bis auf eine Alkoholeskapade von Dana Andrews, der als Trinker galt, und mehreren Auseinandersetzungen zwischen Goldwyn und Wyler um Einfluss auf den Film.
Die mehrmalige Zusammenarbeit zwischen Regisseur William Wyler und Produzent Samuel Goldwyn endete nach diesem Film. Goldwyn hatte Wyler einen Teil seiner Royaltys am Erfolg des Films vorenthalten. Es folgte eine langjährige Auseinandersetzung, die Wyler aber aus Furcht vor negativer Publicity und alter Freundschaft zu Goldwyn nicht vor Gericht führen wollte. 1962 kam es zu einer außergerichtlichen Einigung der beiden.

## Auszeichnungen
- Oscars 1947:
  - Bester Film für Samuel Goldwyn
  - Beste Regie für William Wyler
  - Bester Hauptdarsteller für Fredric March
  - Bester Nebendarsteller für Harold Russell
  - Beste Filmmusik für Hugo Friedhofer
  - Bestes adaptiertes Drehbuch
  - Bester Schnitt
  - Ehrenoscar für Harold Russell
  - nominiert in der Kategorie Bester Ton

- Library of Congress
  - Aufnahme in das National Film Registry 1989

## Synchronisation
Die deutsche Synchronfassung entstand zur Kinopremiere im Jahre 1948.
| Rolle                                        | Schauspieler        | Dt. Synchronstimme  |
| -------------------------------------------- | ------------------- | ------------------- |
| Milly Stephenson                             | Myrna Loy           | Edyth Edwards       |
| Al Stephenson                                | Fredric March       | O. E. Hasse         |
| Fred Derry                                   | Dana Andrews        | Curt Ackermann      |
| Peggy Stephenson                             | Teresa Wright       | Gudrun Genest       |
| Marie Derry                                  | Virginia Mayo       | Ethel Reschke       |
| Homer Parrish                                | Harold Russell      | Franz Nicklisch     |
| Wilma Cameron                                | Cathy O’Donnell     | Antje Weisgerber    |
| Onkel Butch Engle                            | Hoagy Carmichael    | Hellmuth Helsig     |
| Hortense Derry                               | Gladys George       | Margarete Schön     |
| Pat Derry                                    | Roman Bohnen        | Walter Werner       |
| Mr. Parrish, Harolds Vater                   | Walter Baldwin      | Wolf Trutz          |
| Novak, Bankkunde                             | Dean White          | Walther Suessenguth |
| Mr. Thorpe, Kaufhausleiter                   | Howland Chamberlain | Karl Meixner        |
| Clarence „Kleister“ Merkle, Abteilungsleiter | Norman Philips Jr.  | Clemens Hasse       |
| Woody Milton                                 | Victor Cutler       | Harry Wüstenhagen   |
| Vorarbeiter auf Schrottplatz                 | Pat Flaherty        | Erich Dunskus       |
| Mr. Gibbons                                  | Ralph Sandford      | Eduard Wandrey      |
| Barkeeper Steve                              | Donald Kerr         | Hans Wiegner        |
| Priester                                     | Harry Cheshire      | Arthur Schröder     |

## Rezeption

### Veröffentlichung und Kinoerfolg
Die besten Jahre unseres Lebens feierte seine Weltpremiere am 21. November 1946. Im folgenden Monat kam der Film schließlich landesweit in die amerikanischen Kinos. Er lief in den folgenden Jahren in zahlreichen Ländern auf der ganzen Welt, darunter 1948 auch in Japan, Italien, Deutschland und Österreich, obgleich deren Soldaten nicht auf Seiten der porträtierten Alliierten gekämpft hatten.
Die besten Jahre unseres Lebens war ein ernomer Erfolg und wurde nach seiner ersten Kinoaufführung in den nachfolgenden Jahren noch mehrmals in die Kinos gebracht. Im Jahr 1962 hatte der Film rund 15 Millionen US-Dollar Gewinn eingespielt.

### Kritiken
Das Lexikon des internationalen Films urteilt: Bewegendes, ethisch und künstlerisch anspruchsvolles Drama mit lebensbejahender Tendenz. In Reclams Filmführer heißt es: Am überzeugendsten ist dieser Film immer dort, wo er sich nicht auf Meditationen, sondern auf die unprätentiöse Schilderung verlässt – zum Beispiel Derry an seinem Arbeitsplatz, eingezwängt zwischen Tischen und Reklametafeln eines riesigen Kaufhauses. Und überzeugend ist auch der Part des schwerbeschädigten Matrosen, in dem ein Laie gleichsam sein eigenes Schicksal spielt.
In einem 1947 veröffentlichten Pamphlet für die Motion Picture Alliance for the Preservation of American Ideals mit dem Titel Screen Guide for Americans ("Filmführer für Amerikaner") warf Ayn Rand dem Film vor, dass er kommunistische und kollektivistische Botschaften predige, da Geschäftsleute darin als negativ dargestellt würden. Außerdem sei impliziert, dass Kriegsveteranen einen Anspruch auf staatliche Entschädigung hätten.

## DVD-Veröffentlichung
- Die besten Jahre unseres Lebens. MGM Home Entertainment, 2004

## Soundtrack
- Hugo Friedhofer: The Best Years of Our Lives. Original Motion Picture Score. Fifth Continent Music Corp., Walnut Creek 1988, Tonträger-Nr. PRCD 1779 – Neuaufnahme der Filmmusik durch das London Philharmonic Orchestra unter der Leitung von Franco Collura